# Fredrik Emvall
Fredrik Emvall (né le 28 juin 1976 à Väckelsång en Suède) est un joueur professionnel de hockey sur glace.

## Carrière en club
Formé au club de Tingsryds AIF, il commence sa carrière en 1993 en Division 1. En 1999, il rejoint le Linköpings HC en Elitserien.

## Carrière internationale
Il a représenté l'Équipe de Suède de hockey sur glace aux Mondiaux 2006 et 2007. Il a remporté en 2006 le Championnat du monde.

## Statistiques
| Saison    | Équipe        | Ligue      |    | Saison régulière | Saison régulière | Saison régulière | Saison régulière | Saison régulière |   | Séries éliminatoires | Séries éliminatoires | Séries éliminatoires | Séries éliminatoires | Séries éliminatoires |
| Saison    | Équipe        | Ligue      | PJ | B                | A                | Pts              | Pun              | PJ               | B | A                    | Pts                  | Pun                  |                      |                      |
| 1999-2000 | Linköpings HC | Elitserien | 48 | 5                | 8                | 13               | 44               |                  |   |                      |                      |                      |                      |                      |
| 2001-2002 | Linkoping HC  | Elitserien | 50 | 2                | 3                | 5                | 46               |                  |   |                      |                      |                      |                      |                      |
| 2002-2003 | Linkoping HC  | Elitserien | 49 | 8                | 5                | 13               | 28               |                  |   |                      |                      |                      |                      |                      |
| 2003-2004 | Linkoping HC  | Elitserien | 48 | 11               | 11               | 22               | 55               | 5                | 2 | 0                    | 2                    | 4                    |                      |                      |
| 2004-2005 | Linkoping HC  | Elitserien | 35 | 5                | 3                | 8                | 10               | 6                | 0 | 0                    | 0                    | 2                    |                      |                      |
| 2005-2006 | Linkoping HC  | Elitserien | 48 | 9                | 9                | 18               | 44               | 13               | 2 | 5                    | 7                    | 20                   |                      |                      |
| 2006-2007 | Linkoping HC  | Elitserien | 55 | 12               | 10               | 22               | 52               | 15               | 3 | 4                    | 7                    | 6                    |                      |                      |
| 2007-2008 | Linkoping HC  | Elitserien | 55 | 6                | 4                | 10               | 26               | 16               | 3 | 0                    | 3                    | 10                   |                      |                      |
| 2008-2009 | Linkoping HC  | Elitserien | 54 | 5                | 11               | 16               | 40               | 7                | 0 | 1                    | 1                    | 6                    |                      |                      |
| 2009-2010 | Linkoping HC  | Elitserien | 55 | 3                | 4                | 7                | 14               | 12               | 1 | 0                    | 1                    | 8                    |                      |                      |